# Qaïdu
Qaïdu (mongol bichig : ᠬᠠᠢ᠌ᠳᠤ, translittération VPMC : Qaidu ; mongol cyrillique : Хайду, translittération : Khaidu) né en 1235 ou 1236, mort entre 1301 et 1303 près de Karakorum, arrière-petit-fils de Gengis Khan, est un seigneur mongol, chef de la maison d’Ögödei à partir de 1271 et grand adversaire de Kubilai Khan après 1264.

## Introduction
Du mariage de Gengis Khan avec son épouse principale Börte, sont nés quatre fils : 
- Djötchi (1182–1227), dont la paternité est problématique et dont sont issus les khans de la Horde d'or (ou khanat de Qiptchaq) ;
- Djaghataï (1184 —1241), dont sont issus les Djaghataides du khanat de Djaghataï ;
- Ögödei (1186—1241) ;
- Tolui (1190–1232), dont sont issus les empereurs de la dynastie Yuan en Chine et les Houlagides (ou Ilkhanides) en Perse.

À Ögödei, deuxième khagan des Mongols de 1227 à 1241, succède son fils Güyük, puis le khanat suprême passe à la maison de Tolui avec Möngke, khagan de 1251 à 1259. 
Möngke meurt en 1259 durant le siège de Chongqing dans le royaume Song du sud de la Chine. Il a laissé la régence à Karakorum à son frère Ariq Boqa, tandis que son autre frère, Kubilai, participe à la campagne contre les Song. La succession de Möngke est l'enjeu d'une guerre, entre Ariq Boqa et Kubilai, appelée la guerre civile toluid.

## Biographie
(janvier 2016).
Qaïdu est le fils de Qachin, fils d'Ögödei. Dans les années 1250, il détient un pouvoir sur un territoire limité, dans la région du fleuve Imil et des monts Tarbagataï, situés à la limite des actuels Kazakhstan et région chinoise du Xinjiang.
En 1259, il se rallie à Ariq Boqa, mais Kubilai l'emporte en 1264. Kubilai adopte clairement une politique de sinisation du pouvoir mongol. Après avoir déplacé la capitale de Karakorum, alors gardée par Ariq, à Khanbalik (ancienne capitale des Jurchen, qui deviendra plus tard Pékin), il fonde la dynastie chinoise des Yuan, dans laquelle il intègre rétroactivement tous les khagans l'ayant précédé. Soucieux de ses sujets, il adopte un nom chinois, « empereur Shizu » et installe un lama sakyapa tibétain, Phagpa au pouvoir religieux dans sa nouvelle capitale. 
Qaïdu estime que la maison de Tolui qui détient le pouvoir ne se soucie que des affaires de la Chine et que les conquêtes orientales ne profitent qu’aux dirigeants mongols vivant en Chine et qu’aux seigneurs chinois et coréens ralliés. Les seigneurs du territoire mongol, appartenant pour la plupart à la maison d’Ögödei, se sentent exclus du pouvoir politique et de la richesse liée à l’exploitation des pays conquis. Ils veulent réinstaller la capitale à Karakorum et destituer Kubilai, coupable d’avoir rompu avec les coutumes ancestrales, et étendre la souveraineté du domaine central sur tous les oulous,. 
Qaïdu, qui a conservé son apanage, se tourne d’abord contre la maison de Djaghataï. De 1267 à 1269, avec l’aide du khan de la Horde d'or Mengü Temür, il vainc le Djaghataïde Barak et le chasse de l’Ili et de la région de Kachgar. Il prend alors le titre d’empereur.
En 1269, Qaïdu fait des ouvertures de paix à Barak. Ce dernier reçoit la Transoxiane et reconnaît la suzeraineté de Qaïdu, qui fonde son empire dans la vallée de l’Ili et au Turkestan oriental. Qaïdu envoie son nouveau vassal combattre Abaqa, ilkhan de Perse, avec la mission de lui enlever l’Afghanistan.
En 1275, Kubilai envoie contre Qaïdu son quatrième fils, Nomoukan. Deux princes de la famille impériale, mécontents, se rallient à Qaïdu, qui profite de la situation et marche sur Karakorum, en Mongolie (1277). Kubilai lui envoie alors son meilleur général, Bayan, qui réussit à battre la coalition des princes mongols révoltés avec une armée nombreuse, incluant des troupes auxiliaires chinoises et coréennes. Qaïdu se retire dans la région de l’Irtych.
En 1287, Qaïdu forme à nouveau une coalition de princes mongols contre Kubilai. Il réunit le nestorien Nayan, descendant de Temüge, Chinkour, petit-fils de Kassar et Kadaun, descendant de Khachiun, un autre frère de Gengis Khan. Les princes gengiskhanides menacent la Mongolie orientale et la Mandchourie tandis que Qaïdu, parti du Turkestan, marche sur Karakorum. 
Kubilai envoie de nouveau Bayan, qui occupe Karakorum en attendant Qaïdu. Yisutemur, petit-fils de Boortchou noïon part en Mandchourie avec une puissante armée, ravitaillée par une flotte chinoise par l’embouchure du fleuve Liao. La coalition de Mandchourie est difficilement vaincue. Nayan, fait prisonnier, est exécuté en 1288. Qaïdu doit renoncer à ses ambitions de restaurer le pouvoir de la branche d’Ögödei, mais réussit à garder sa position dans l’oulous de Djaghataï.
Après la mort de Kubilaï, Qaïdu tente une nouvelle offensive en Mongolie en 1301. Il est battu par Témur Khan, petit-fils de Kubilai, et meurt près de Karakorum. 
Son fils Djeper, dernier khan de la branche d’Ögödei, règne sur le Turkestan oriental jusqu’en 1309.

## Famille

### Descendance
On lui connait 18 fils et deux filles :
- Djeper, (v.1250 - ap.1309), déposée en 1307;
- Yangichar, il succède à son frère en 1307, décédé en 1310
- Orus, (v.1252 - ap.1307);
- Ürük Temür
- Töde'en
- Il Buyan (ou Īl Tūyār ou El Nobar)
- ʿUmar Khwājah
- Qahawur (ou Qudāwur ou Töde'ür)
- Quril
- Sorqa Buqa (ou ʿUrqā Tūqā)
- Yisün Buqa (ou Eygü Buqa)
- Li Bakhshi (ou Tai Bakhshi)
- Sarban, gendre de Nowruz;
- Könchek
- Bariqi (ou Dörji?)
- Shāh
- Köichi
- Burja Ebügen
- Khutulun, (v.1260 - v.1306), épouse de Ghazan Khan;
- Qutuchin Chaghan, épouse de Tübshin, le fils de Tazai Güregen (qui fut marié à la nièce de Kubilai Khan).